# Nationalgalerie (Berlin)

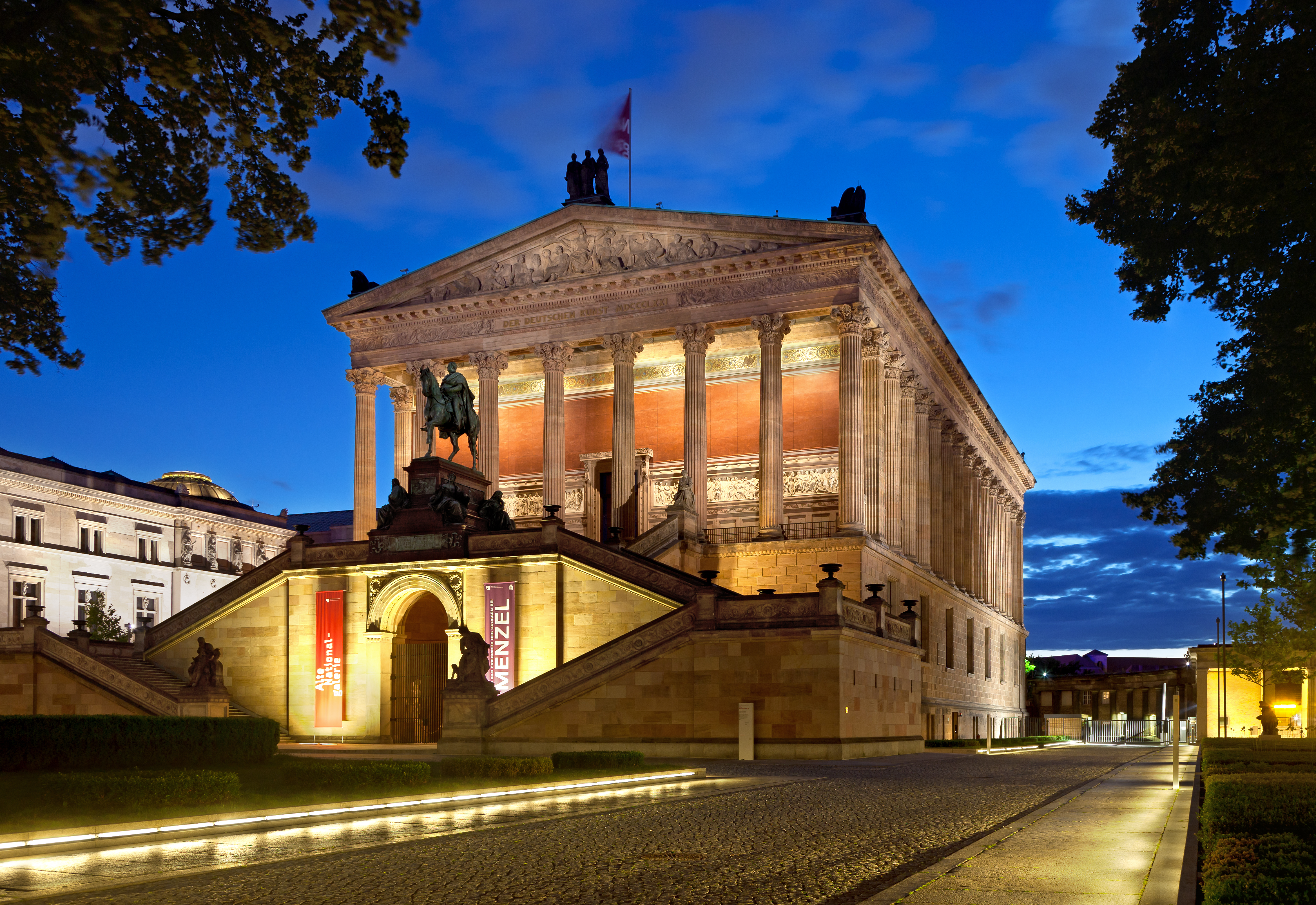
Alte Nationalgalerie, Kunst des 19. Jahrhunderts (2012)

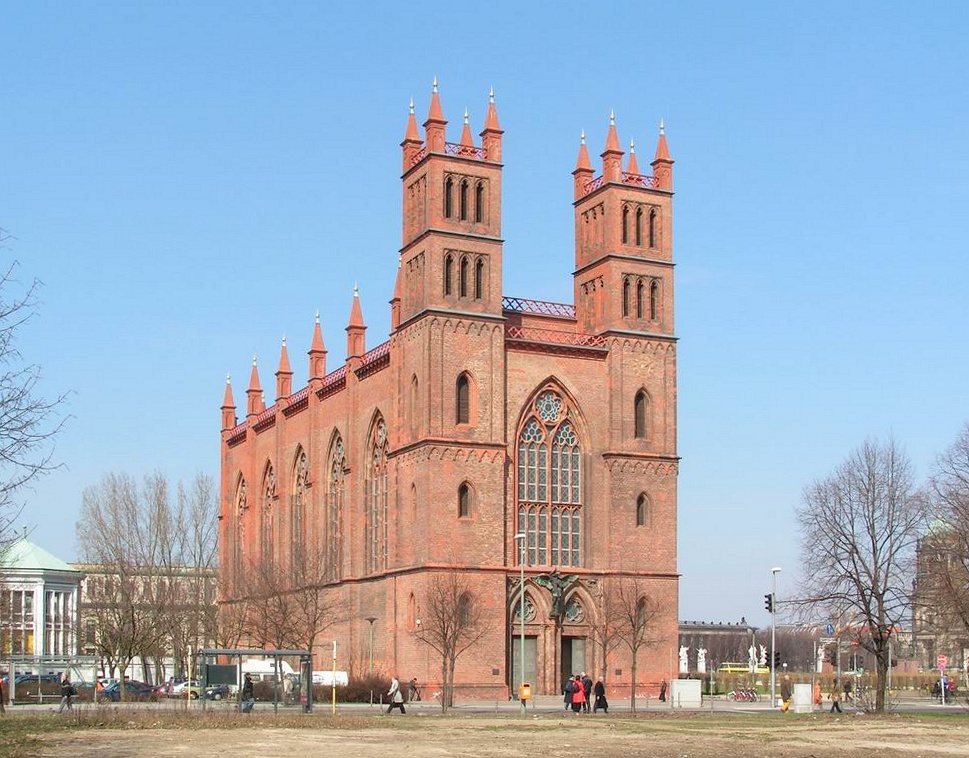
Friedrichswerdersche Kirche, Skulpturen des 19. Jahrhunderts

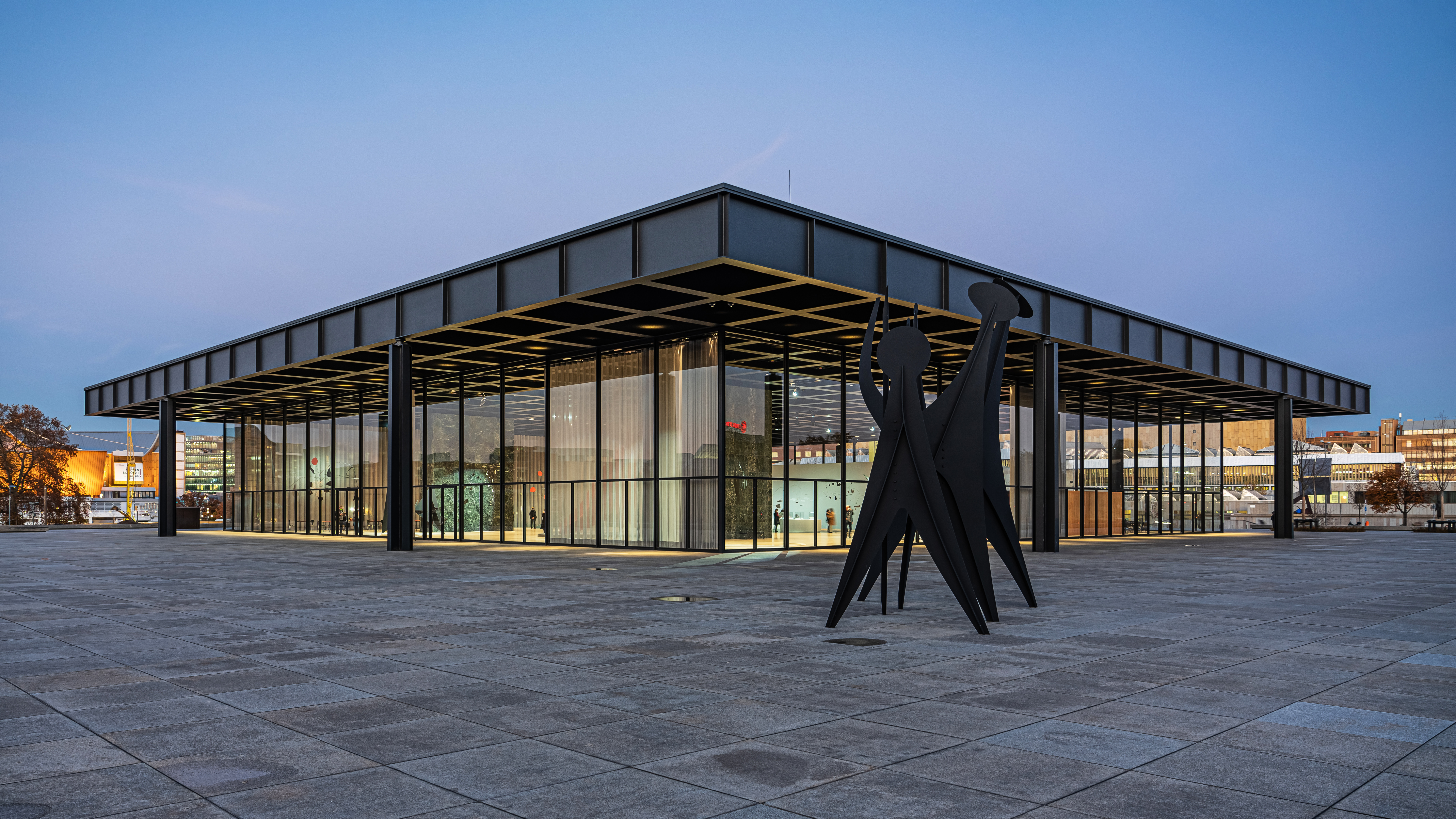
Neue Nationalgalerie, Kunst des 20. Jahrhunderts (Foto: 2023)

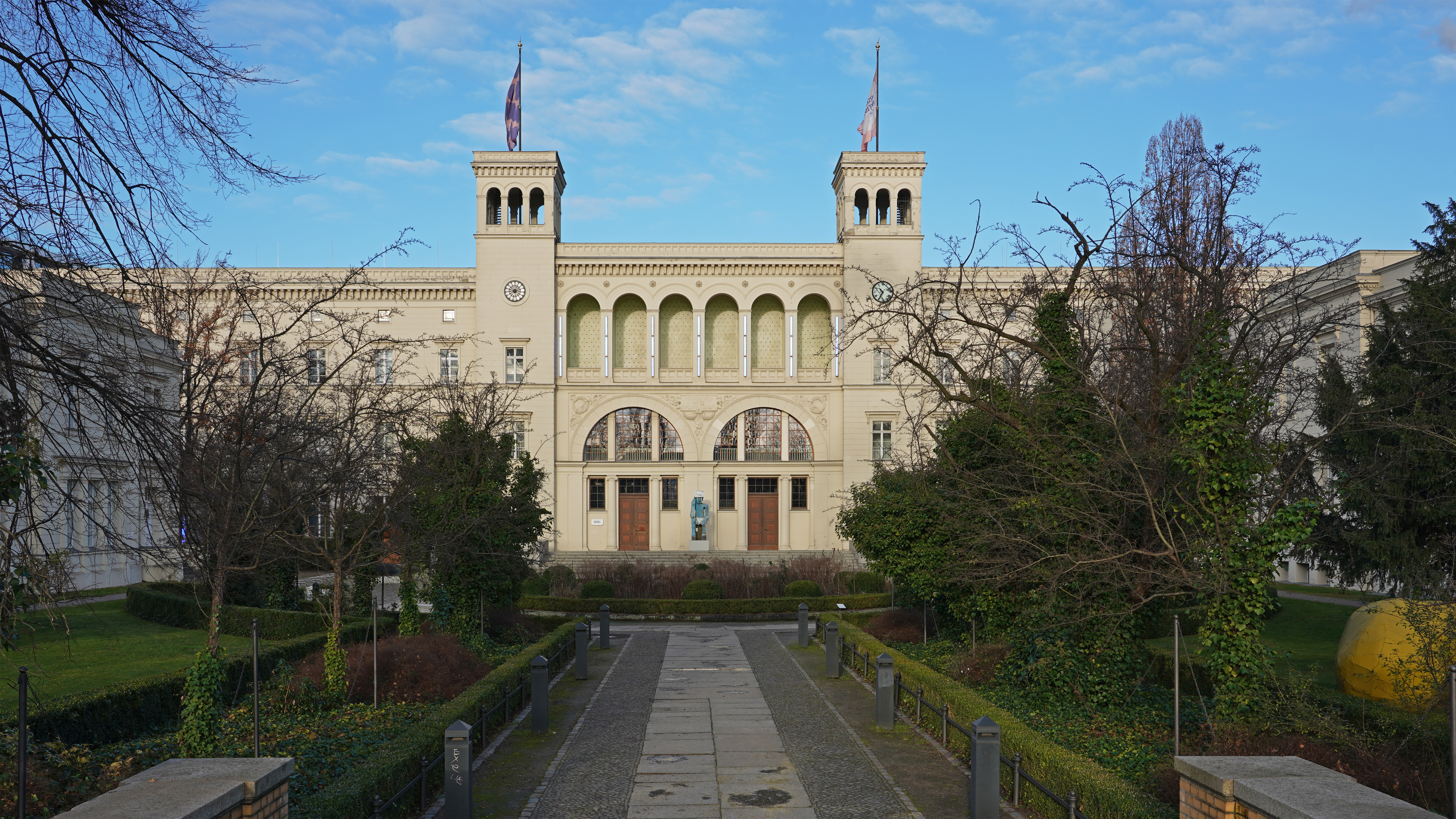
Hamburger Bahnhof, Zeitgenössische Kunst (Foto: 2017)

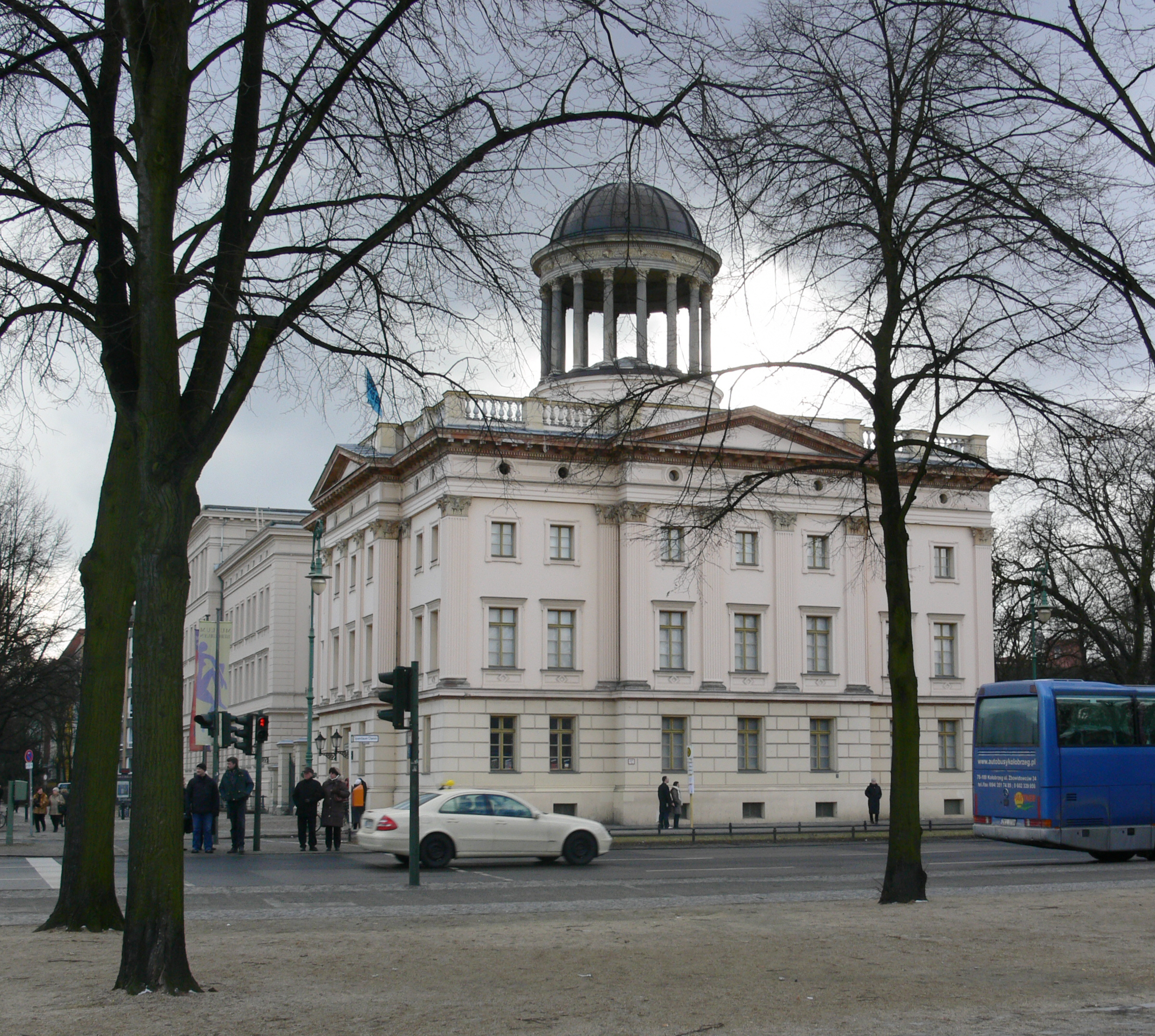
Stülerbau Sammlung Berggruen (Foto: 2006)

Die Nationalgalerie in Berlin ist eine Sammlung von Kunst des 19., 20. und 21. Jahrhunderts unter dem Dach der Staatlichen Museen zu Berlin der Stiftung Preußischer Kulturbesitz.

## Bestandsübersicht
Folgende Sammlungen bzw. die ihnen zugeordneten musealen Gebäude bilden in ihrer Gesamtheit die Bestände der Nationalgalerie Berlin:
- Kunst des 19. Jahrhunderts:
  - Alte Nationalgalerie
  - Friedrichswerdersche Kirche
- Kunst des 20. Jahrhunderts:
  - Neue Nationalgalerie
  - Sammlung Berggruen
  - Sammlung Scharf-Gerstenberg

in Planung: Berlin Modern
- Gegenwartskunst:
  - Hamburger Bahnhof – Nationalgalerie der Gegenwart

## Historische Entwicklung
Die Nationalgalerie Berlin wurde 1861 aus Anlass einer Schenkung des Bankiers Joachim Heinrich Wilhelm Wagener gegründet und sollte der Sammlung moderner Kunst dienen. 1876 zog die Sammlung in die damals neugebaute Nationalgalerie, die heutige Alte Nationalgalerie ein.
Die Sammlung vergrößerte sich im Laufe der Zeit fortwährend durch Zukauf und weitere Schenkungen. Ab 1919 richtete Ludwig Justi im Kronprinzenpalais eine Galerie für moderne Kunst ein.
1937 wurden etwa 500 Werke dieser Sammlung von den Nationalsozialisten als Entartete Kunst beschlagnahmt. Im Zweiten Weltkrieg wurden die Sammlungen zum Schutz vor Bomben ausgelagert und das Gebäude der Nationalgalerie zerstört. Die Bestände wurden geteilt.
Nach dem Krieg wurde ein Teil der Bestände in der wiederaufgebauten Nationalgalerie auf der Museumsinsel gezeigt. Die in West-Berlin verbliebenen Teile der Sammlung wurden ab 1968 in der neuerbauten Neuen Nationalgalerie auf dem Kulturforum gezeigt.
Nach der Deutschen Wiedervereinigung wurden auch die geteilten Bestände der Nationalgalerie wieder zusammengeführt und teilweise neu geordnet. Aufgrund ihres Umfangs ist die Sammlung heute auf fünf Museumsbauten aufgeteilt. Während die Kunst des 19. Jahrhunderts in der Alten Nationalgalerie und Kunst des 20. Jahrhunderts von der Klassischen Moderne bis zur Kunst der 1960er Jahre in der Neuen Nationalgalerie untergebracht sind, ist die Gegenwartskunst im Hamburger Bahnhof, dem 1996 gegründeten Museum für Gegenwart – Berlin, zu sehen. Im Museum Berggruen im westlichen Stülerbau gegenüber dem Schloss Charlottenburg befindet sich die Sammlung Berggruen, mit Werken Pablo Picassos und anderer Künstler der Klassischen Moderne. Der östliche Stülerbau beherbergt mit der Sammlung Scharf-Gerstenberg eine Kollektion surrealistischer Kunst, die seit dem 10. Juli 2008 der Öffentlichkeit zugänglich ist. Skulpturen des frühen 19. Jahrhunderts sind in der Friedrichswerderschen Kirche ausgestellt. Ein Teil der Bestände der Nationalgalerie, beispielsweise die DDR-Kunst, befindet sich auch heute noch aus Platzmangel in den Depots.
Der 1929 von Ludwig Justi gegründete Förderverein „Verein der Freunde der Nationalgalerie“ stellte im Zweiten Weltkrieg seine Aktivitäten ein. 1977 wurde er von Peter Raue wiederbegründet und unterstützt seither die Nationalgalerie wieder in Form von Kunstankäufen und der Finanzierung und Realisierung von Sonderausstellungen.

## Direktoren der Nationalgalerie

### Direktoren bis 1945
- 1874–1895: Max Jordan
- 1896–1908: Hugo von Tschudi
- 1909–1933: Ludwig Justi
- 1933: Alois Schardt
- 1934–1937: Eberhard Hanfstaengl
- 1937–1945: Paul Ortwin Rave

### Direktoren der Nationalgalerie in Ost-Berlin (Staatliche Museen zu Berlin)
- 1945–1950: Paul Ortwin Rave
- 1950–1957: Ludwig Justi
- 1957–1966: Vera-Maria Ruthenberg (kommissarisch)
- 1966–1975: Willi Geismeier
- 1975–1983: Eberhard Bartke
- 1983–1985: Willi Geismeier
- 1986–1991: Peter Betthausen

### Direktoren der Nationalgalerie in West-Berlin (Stiftung Preußischer Kulturbesitz)
- 1957–1964: Leopold Reidemeister
- 1965–1966: Stephan Waetzoldt (kommissarisch)
- 1967–1974: Werner Haftmann
- 1974–1975: Wieland Schmied (kommissarisch)
- 1975–1997: Dieter Honisch (ab 1992 Direktor der vereinigten Nationalgalerie)

### Direktoren ab 1992
- 1975–1997: Dieter Honisch (bis 1991 Direktor nur für die West-Berliner Nationalgalerie)
- 1999–2008: Peter-Klaus Schuster
- 2008–2020: Udo Kittelmann[2]

Seit 2020 gibt es drei Direktorate für die Kunst des 19., des 20. und des 21. Jahrhunderts:
- Ralph Gleis (Alte Nationalgalerie und Friedrichswerdersche Kirche)
- Klaus Biesenbach (Neue Nationalgalerie, Museum Berggruen und Sammlung Scharf-Gerstenberg)
- Sam Bardaouil und Till Fellrath (Hamburger Bahnhof – Nationalgalerie der Gegenwart)